# Campeonato Europeo de Tiro en 10 m de 2019
El XLIV Campeonato Europeo de Tiro en 10 m se celebró en Osijek (Croacia) entre el 17 y el 24 de marzo de 2019 bajo la organización de la Confederación Europea de Tiro (ESC) y la Federación Croata de Tiro Deportivo.
Las competiciones se realizaron en el Pabellón Gradski vrt de la ciudad croata.

## Resultados

### Masculino
| Evento                            | Oro                                       | Plata                                 | Bronce                                  |
| --------------------------------- | ----------------------------------------- | ------------------------------------- | --------------------------------------- |
| Rifle de aire 10 m (23.03)        | Vladimir Maslennikov · Rusia · 249,3 pts. | Brian Baudouin Francia 247,1 pts.     | Yevgueni Panchenko · Rusia · 226,5 pts. |
| Rifle de aire 10 m (equipos)      | Rusia ·                                   | Serbia                                | Hungría ·                               |
| Pistola de aire 10 m (23.03)      | Pavlo Korostylov · Ucrania · 241,3        | Damir Mikec Serbia 239,9              | Giuseppe Giordano · Italia · 219,4      |
| Pistola de aire 10 m (equipos)    | Italia ·                                  | Ucrania ·                             | Rusia ·                                 |
| Blanco móvil 10 m (18.03)         | Vladislav Prianishnikov · Rusia ·         | Álexandr Blinov · Rusia ·             | Ihor Kizyma · Ucrania ·                 |
| Blanco móvil 10 m (equipos)       | Rusia · 1726                              | Suecia · 1713                         | Finlandia · 1693                        |
| Blanco móvil mixto 10 m (19.03)   | Krister Holmberg · Finlandia · 388        | Jonáš Bedřich · República Checa · 385 | Vladislav Prianishnikov · Rusia · 383   |
| Blanco móvil mixto 10 m (equipos) | Suecia · 1141                             | Finlandia · 136                       | Rusia · 1128                            |

### Femenino
| Evento                            | Oro                                                     | Plata                                          | Bronce                                |
| --------------------------------- | ------------------------------------------------------- | ---------------------------------------------- | ------------------------------------- |
| Rifle de aire 10 m (23.03)        | Laura-Georgeta Coman · Rumania · 249,1 (10,3+10,4) pts. | Nina Christen · Suiza · 249,1 (10,3+10,3) pts. | Franziska Peer · Austria · 228,3 pts. |
| Rifle de aire 10 m (equipos)      | Rusia ·                                                 | Italia ·                                       | Rumania ·                             |
| Pistola de aire 10 m (23.03)      | Klaudia Breś · Polonia · 243,2                          | Anna Korakaki · Grecia · 242,9                 | Veronika Major · Hungría · 219,5      |
| Pistola de aire 10 m (equipos)    | Alemania ·                                              | Ucrania ·                                      | Rusia ·                               |
| Blanco móvil 10 m (18.03)         | Yuliya Eidenzon · Rusia                                 | Halyna Avramenko · Ucrania                     | Olga Stepanova · Rusia                |
| Blanco móvil 10 m (equipos)       | Rusia · 1699                                            | Ucrania · 1675                                 | Armenia 1607                          |
| Blanco móvil mixto 10 m (19.03)   | Halyna Avramenko · Ucrania · 374 (19)                   | Olga Stepanova · Rusia · 374 (18)              | Yuliya Eidenzon · Rusia · 369         |
| Blanco móvil mixto 10 m (equipos) | Rusia · 1109                                            | Ucrania · 1101                                 | Armenia 1089                          |

### Mixto
| Evento                          | Oro                                                              | Plata                                                      | Bronce                                              |
| ------------------------------- | ---------------------------------------------------------------- | ---------------------------------------------------------- | --------------------------------------------------- |
| Rifle 10 m (24.03)              | Rusia · Anastasiya Galashina · Vladimir Maslennikov · 498,7 pts. | Italia · Petra Zublasing · Marco Suppini · 496,9 pts.      | Alemania · Julia Simon · Julian Justus · 432,1 pts. |
| Pistola 10 m (24.03)            | Ucrania · Olena Kostevych · Oleh Omelchuk · 486,0                | Rusia · Vitalina Batsarashkina · Artiom Chernousov · 485,1 | Serbia Zorana Arunović Damir Mikec 418,6            |
| Blanco móvil mixto 10 m (19.03) | Rusia · Maxim Stepanov · Olga Stepanova                          | Ucrania · Ihor Kizyma · Halyna Avramenko                   | Alemania · Kris Großheim · Daniela Volgelbacher     |

## Medallero
| Núm. | País            | Oro | Plata | Bronce | Total |
| ---- | --------------- | --- | ----- | ------ | ----- |
| 1    | Rusia           | 10  | 3     | 7      | 20    |
| 2    | Ucrania         | 3   | 6     | 1      | 10    |
| 3    | Italia          | 1   | 2     | 1      | 4     |
| 4    | Finlandia       | 1   | 1     | 1      | 3     |
| 5    | Suecia          | 1   | 1     | 0      | 2     |
| 6    | Alemania        | 1   | 0     | 2      | 3     |
| 7    | Rumania         | 1   | 0     | 1      | 2     |
| 8    | Polonia         | 1   | 0     | 0      | 1     |
| 9    | Serbia          | 0   | 2     | 1      | 3     |
| 10   | Francia         | 0   | 1     | 0      | 1     |
| 10   | Grecia          | 0   | 1     | 0      | 1     |
| 10   | República Checa | 0   | 1     | 0      | 1     |
| 10   | Suiza           | 0   | 1     | 0      | 1     |
| 14   | Armenia         | 0   | 0     | 2      | 2     |
| 14   | Hungría         | 0   | 0     | 2      | 2     |
| 16   | Austria         | 0   | 0     | 1      | 1     |
|      | TOTAL           | 19  | 19    | 19     | 57    |